# Niccolò Canepa

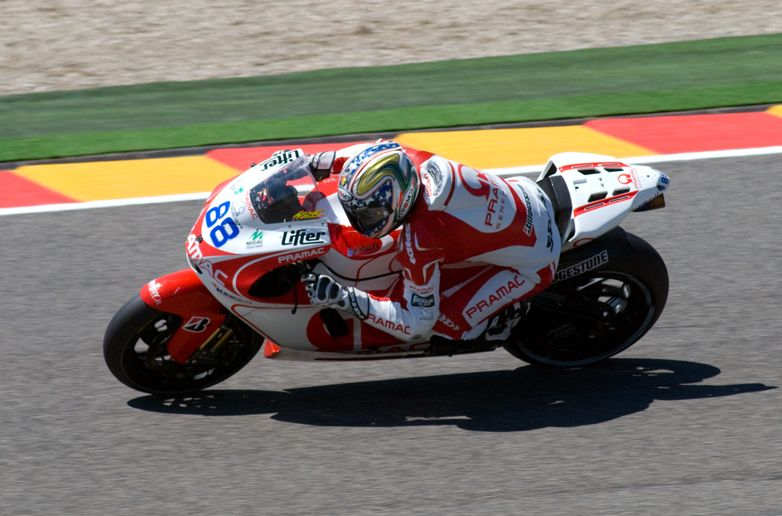
Canepa auf Ducati beim Großen Preis von Italien 2009

Niccolò Canepa (* 14. Mai 1988 in Genua, Italien) ist ein italienischer Motorradrennfahrer.
In der Saison 2007 gewann er auf Ducati 1098 S den FIM Superstock 1000 Cup.

## Karriere

### Anfänge
Niccolò Canepas Karriere begann 1999 mit der Teilnahme an einer Minimoto-Meisterschaft. 2000 wurde er Vierter der italienischen Minimoto-Serie. 2002 wechselte Canepa zu den Viertaktern und startete unter anderem in der italienischen Superstock-600-Meisterschaft sowie in der Trofeo Yamaha R6 Max. Als jüngster Pilot in der Geschichte der italienischen Motorrad-Meisterschaft konnte er das erste Mal auf sich aufmerksam machen. Nach zwei Jahren in den 600-cm³-Meisterschaften stieg Niccolò Canepa 2004 in die italienische Superstock-1000-Meisterschaft auf, wo er wiederum gute Resultate zeigte.
2005 startete der Genoveser regelmäßig in der Superstock-600-Europameisterschaft, die er, im Alter von nur 17 Jahren, als Vierter beendete. Zusätzlich startete er auch bei einigen Läufen der Supersport-Weltmeisterschaft. Im Jahr 2006 wurde Canepa Zweiter der Superstock-600-EM, obwohl er an den letzten beiden Rennen verletzungsbedingt nicht teilnehmen konnte.

### FIM Superstock 1000 Cup
Die Saison 2007 bestritt Niccolò Canepa für das Ducati Xerox Junior Team auf Ducati 1098 S im FIM Superstock 1000 Cup, den er auf Anhieb völlig überraschend gewinnen konnte. Die Titelentscheidung fiel erst in der letzten Runde des letzten Laufes in Magny-Cours, als MV-Agusta-Pilot Ayrton Badovini den bis dahin führenden Claudio Corti noch überholte und Canepa damit zum Titelgewinn verhalf. Nach Saisonende nahm Canepa an MotoGP-Testfahrten in Jerez teil und setzte dort ein weiteres Ausrufezeichen. Auf der für ihn völlig unbekannten MotoGP-Ducati distanzierte er die etatmäßigen Testpiloten Vittoriano Guareschi und Shin’ichi Itō an allen drei Testtagen klar und war auf seiner schnellsten Runde nicht einmal 0,4 Sekunden langsamer als Stammfahrer Marco Melandri.

### Testfahrer bei Ducati
Wegen seiner starken Leistungen entschied sich Ducati dazu, Canepa für 2008 mit einem Vertrag als Testfahrer sowohl für das MotoGP-Projekt als auch für die Superbike-WM-Maschine 1098 R auszustatten. Des Weiteren waren drei Wildcard-Einsätze in der Superbike-Weltmeisterschaft und möglicherweise auch einer in der MotoGP-Klasse für ihn vorgesehen. Im Juli 2008 erreichte er bei MotoGP-Testfahrten im US-amerikanischen Indianapolis an beiden Testtagen die schnellste Zeit. Kurze Zeit später gelangen ihm bei Superbike-Tests in Vallelunga ähnliche Rundenzeiten wie seinem Teamkollegen, dem zweifachen Weltmeister Troy Bayliss. Canepa war dabei stets schneller als Ducati-Werksfahrer Michel Fabrizio und wird deshalb als möglicher Nachfolger Bayliss' im Superbike-WM-Werksteam des italienischen Herstellers für 2009 gehandelt. Anfang September 2008 stürzte der Genueser bei Superbike-Tests in Mugello schwer und zog sich Brüche eines Schlüsselbeines und eines Daumens zu, weshalb er auf einen Start beim Superbike-WM-Lauf in Vallelunga verzichten musste.

### MotoGP-Klasse
In der Saison 2009 war Niccolò Canepa Stammfahrer im Pramac-Team in der MotoGP-Klasse der Motorrad-Weltmeisterschaft, wo er auf Ducati Desmosedici GP9 an den Start ging. Sein Teamkollege war der Finne Mika Kallio, der aus der 250-cm³-Klasse in die Königsklasse aufstieg. In den ersten vier Saisonrennen belegte der Italiener nur hintere Ränge. Bei seinem Heimrennen, dem Großen Preis von Italien in Mugello, fuhr Canepa im Regen mit Rang neun erstmals unter die besten zehn. Nach vier weiteren unauffälligen Rennen, wurde der Genoveser beim ebenfalls verregneten Großbritannien-Grand-Prix in Donington Park Achter, was seine beste Saisonplatzierung darstellte. Beim Großen Preis von Indianapolis bekam Niccolò Canepa mit Aleix Espargaró einen neuen Teamkollegen, da Mika Kallio den erkrankten Casey Stoner im Ducati-Werksteam ersetzte. Der Spanier zeigte von Anfang an starke Leistungen, was schnell zu Spekulationen führte, dass Espargaró Canepa noch im Saisonverlauf als Stammfahrer im Pramac-Team ablösen könnte, da man mit diesem nicht ganz zufrieden war. Diese Gerüchte bewahrheiteten sich jedoch nicht. Am 16. Oktober 2009 stürzte Niccolò Canepa im Training zum Großen Preis von Australien in Phillip Island bei über 200 km/h per Highsider und zog sich dabei Verletzungen am rechten Arm zu, die Hautverpflanzungen nötig machten und ihn dazu zwangen, zwei Rennen lang zu pausieren. Vor dem letzten Saisonlauf in Valencia bestand Canepa einen angesetzten Medizincheck nicht und bekam auch für diese Rennen Startverbot. Mit 36 Punkten schloss der Italiener die Saison als 16. der Gesamtwertung ab.
Bereits am 6. Oktober 2009, drei Rennen vor Saisonende und noch vor seinem Sturz in Australien, wurde offiziell, dass Niccolò Canepa 2010 seinen Platz im Pramac-Team an Aleix Espargaró abgeben muss.

### Moto2-Klasse
Am 19. November 2009 gab Niccolò Canepa seinen Wechsel ins Scot-Team in die neu geschaffene Moto2-Klasse bekannt, wo er zusammen mit Alex De Angelis aus San Marino an den Start gehen wird. Bei Scot war der Japaner Hiroshi Aoyama 2009 letzter 250-cm³-Weltmeister der WM-Geschichte geworden.

## Statistik
- 2004 – FIM Superstock 1000 Cup – Kawasaki Bertocchi, 3 Rennen, 0 Punkte
- 2005 – Superstock-600-EM – Kawasaki Bertocchi, 4., 105 Punkte (3 Podien, 3 Pole-Positions, 1 Schnellste Rennrunde)
- 2005 – Supersport-WM – Lightspeed Kawasaki, 3 Rennen, 41., 1 Punkt
- 2006 – Superstock-600-EM – Ducati Xerox Junior, 8 Rennen, 2., 151 Punkte (3 Siege, 7 Podien, 6 Pole-Positions, 4 Schnellste Rennrunden)
- 2007 – FIM Superstock 1000 Cup – Ducati Xerox Junior Team, Meister, 161 Punkte (2 Siege, 5 Podien, 4 Pole-Positions, 1 Schnellste Rennrunde)
- 2008 – Superbike-WM – Ducati Xerox Team, 2 Rennen, 32., 3 Punkte
- 2009 – MotoGP, Pramac Racing, 14 Rennen, 16., 38 Punkte
- 2010 – Moto2, Scot Racing Team
- 2014 – Superbike-WM – Althea Racing Team, Zweiter in SBK EVO Trophäe
- 2017 – Langstrecken-Weltmeister
- 2019 – MotoE, LCR E-Team, 9., 46 Punkte
- 2020 – MotoE, LCR E-Team, 9., 51 Punkte
- 2023 – Langstrecken-Weltmeister

## Verweise